# Самбірська філія Західноукраїнського національного університету
Самбірська філія Західноукраїнського національного університету — структурний підрозділ ЗУНУ, створений у вересні 1966 року. На момент створення отримала назву Самбірського факультету прикладного програмного забезпечення.

## Історія філії
Самбірський факультет прикладного програмного забезпечення створений відповідно до Положення про державний заклад вищої освіти, затвердженого постановою Кабінету Міністрів України № 1074 від 5 вересня 1996 року, беручи до уваги клопотання керівництва Тернопільської академії народного господарства, Самбірського технікуму інформатики та обчислювальної техніки й підтриманого Львівською обласною державною адміністрацією на основі наказу Міністерства освіти України № 177 від 15 травня 1998 року та наказу щодо Тернопільської академії народного господарства № 163 від 24 червня 1998 року.
Створенню факультету сприяла тісна співпраця навчального комплексу Комп'ютерні технології, до складу якого входили інститут комп'ютерних інформаційних технологій Тернопільської академії народного господарства (нині Західноукраїнський національний університет, ЗУНУ) і Самбірський технікум інформатики і обчислювальної техніки (нині Самбірський технікум економіки та інформатики, СТЕТІ).
Біля початків становлення факультету стояли відомі вчені, науковці, практики: д.е.н., професор Устенко А.О, к.е.н., професор Журавель Г. П., д.т.н., професор Саченко А. О., к.т.н., доцент Карачка А. Ф., к.е.н., доцент Гладій Г. П., д.е.н., професор Лановик Б.Д, Кузьменко В.Я, Припін В. В., Кіт М. І.
Першим деканом факультету було призначено доцента кафедри інформаційно-обчислювальних систем та управління Тернопільської академії народного господарства, к.т.н. Карачка Андрія Федоровича, а його заступником — завідувача відділу «Програмування для ЕОТ і автоматизованих систем» Самбірського технікуму інформатики і обчислювальної техніки Припіна Володимира Володимировича.
Першими студентами новоствореного факультету Академії стало 35 випускників Самбірського технікуму інформатики і обчислювальної техніки, які й далі навчалися в рідних стінах за напрямом 0501 «Економіка і підприємництво» зі спеціальності 7.050102 «Економічна кібернетика». 29 вересня 1998 року відбулось урочисте вручення студентських квитків, під час якого студентів привітали заступник декана факультету Припін В. В., директор технікуму Кузьменко В.Я, міський голова м. Самбора Кіт М. І., декан факультету Карачка А. Ф., доцент кафедри управління трудовими ресурсами й РПС ТАНГ Брич В. Я., керівник Самбірської філії ЗУКБ Дубас Б. Й., студентки Тетяна Спірідонова та Ольга Олексюк. У цей пам'ятний для факультету день к.е.н., доцент Брич В. Я. (нині — д.е.н., професор, проректор ТНЕУ з науково-педагогічної роботи) прочитав студентам факультету першу лекцію.
Перший випуск фахівців з економічної кібернетики відбувся у 2002 р., 35 студентів цього випуску здобули дипломи спеціалістів.
За час керівництва факультетом Карачки А. Ф. (1998–2008 рр.) було ліцензовано напрями підготовки «Економічна кібернетика» та «Програмна інженерія», сформовано структуру навчального підрозділу, обладнано 2 комп'ютерні лабораторії спеціалізованими меблями та сучасними персональними комп'ютерами, розпочато формування при бібліотеці технікуму книжкового фонду факультету.
17 листопада 2008 року деканом факультету призначено к.т.н., доцента кафедри інтелектуальних обчислювальних систем та управління ТНЕУ Адаміва Олега Петровича.
Історія факультету як окремого структурного підрозділу ТНЕУ розпочинається з 2009 року.
20 лютого 2009 року Самбірський факультет прикладного програмного забезпечення урочисто відсвяткував 10-ї річниці свого існування. Факультет з першим ювілеєм привітали директор технікуму Кузьменко В. Я., заступник декана Припін В. В., методист факультету Партика М. В., випускник факультету, підприємець Дум'як І. І., керівник Самбірської філії ПриватБанку Петрущак Р. В., начальник ДПІ в Старосамбірському районі Кардаш В. Ф. Під час урочистостей декан факультету Адамів О. П. представив усім присутнім історію розвитку факультету, його сьогодення та майбутні перспективи, подякував колективові технікуму за тісну й плідну співпрацю, вручивши Кузьменку В. Я. спеціальне видання ТНЕУ, де на окремій сторінці зазначено результати співпраці університету та технікуму.
У серпні 2010 року на факультеті створено філії кафедр комп'ютерних наук, комп'ютерної інженерії, економічної кібернетики та інформатики й призначено д.т.н., професора Дивака М. П. завідувачем філій кафедри комп'ютерних наук, к.т.н., доцента Березького О. М. завідувачем філій кафедри комп'ютерної інженерії, д.е.н., професора Ляшенко О. М. завідувачем кафедри економічної кібернетики та інформатики.
За час керівництва факультетом Адаміва О. П. (2008–2011 рр.) проведено акредитацію за напрямами підготовки «Програмна інженерія» та «Економічна кібернетика», розроблено концепцію розвитку факультету, створено філії кафедри комп'ютерних наук, кафедри економічної кібернетики, комп'ютерної інженерії ТНЕУ.
9 лютого 2011 року виконувачем обов'язків декана Самбірського факультету прикладного програмного забезпечення призначено доцента кафедри комп'ютерних наук ТНЕУ, к.т.н. Шевчука Руслана Петровича.
1 вересня 2011 року, за сприяння ректора ТНЕУ д.е.н., професора Юрія С. І., у структурі Самбірського факультету прикладного програмного забезпечення створено навчальну комп'ютерну лабораторію, яку оснащено сучасною комп'ютерною технікою та мультимедійними проєкційними засобами.
Відповідно до наказу щодо ТНЕУ № 433 від 01.10.2014 р. «Про перейменування віддалених структурних підрозділів» Самбірський факультет прикладного програмного забезпечення перейменовано на Самбірську філію ТНЕУ.
|  |

## Напрями підготовки
На факультеті здійснюють ступеневу підготовку фахівців за заочною формою навчання для освітнього ступеня «бакалавр» за такими спеціальностями: 
- інженерія програмного забезпечення;
- економіка.

Найбільш здібні до наукової роботи студенти навчаються за магістерською програмою в стінах  Західноукраїнського національного університету.

## Матеріальна база
Для ведення діяльності філія використовує матеріально-технічну базу Самбірського технікуму економіки та інформатики, яка дає змогу організувати на належному рівні професійну підготовку фахівців на основі використання сучасних інформаційних та педагогічних технологій і забезпечити реалізацію галузевих стандартів вищої ІТ-освіти.
Для забезпечення належного рівня підготовки, на факультеті обладнано дві комп'ютерні лабораторії, об'єднані в локальну мережу та мають доступ до Internet. Також студенти факультету мають можливість працювати в комп'ютерних класах навчально-обчислювального центру технікуму. Гнучкий графік роботи центру дає можливість студентам освоювати навчальні дисципліни не тільки під час заліково-екзаменаційних сесій, але й у міжсесійний період.
Під час заліково-екзаменаційних сесій, усім студентам за потреби надають гуртожиток для проживання. Також до послуг студентів факультету є спеціалізована бібліотека, їдальня та затишне кафе.

## Відомі випускники
Реєстрація випускників на сайті факультету у розділі Випускники